# SPOT-1
Pour les articles homonymes, voir Spot.
SPOT-1 (Satellite Pour l'Observation de la Terre-1) est un satellite civil d'observation de la Terre français, le premier exemplaire de la famille SPOT.

## Lancement et exploitation commerciale

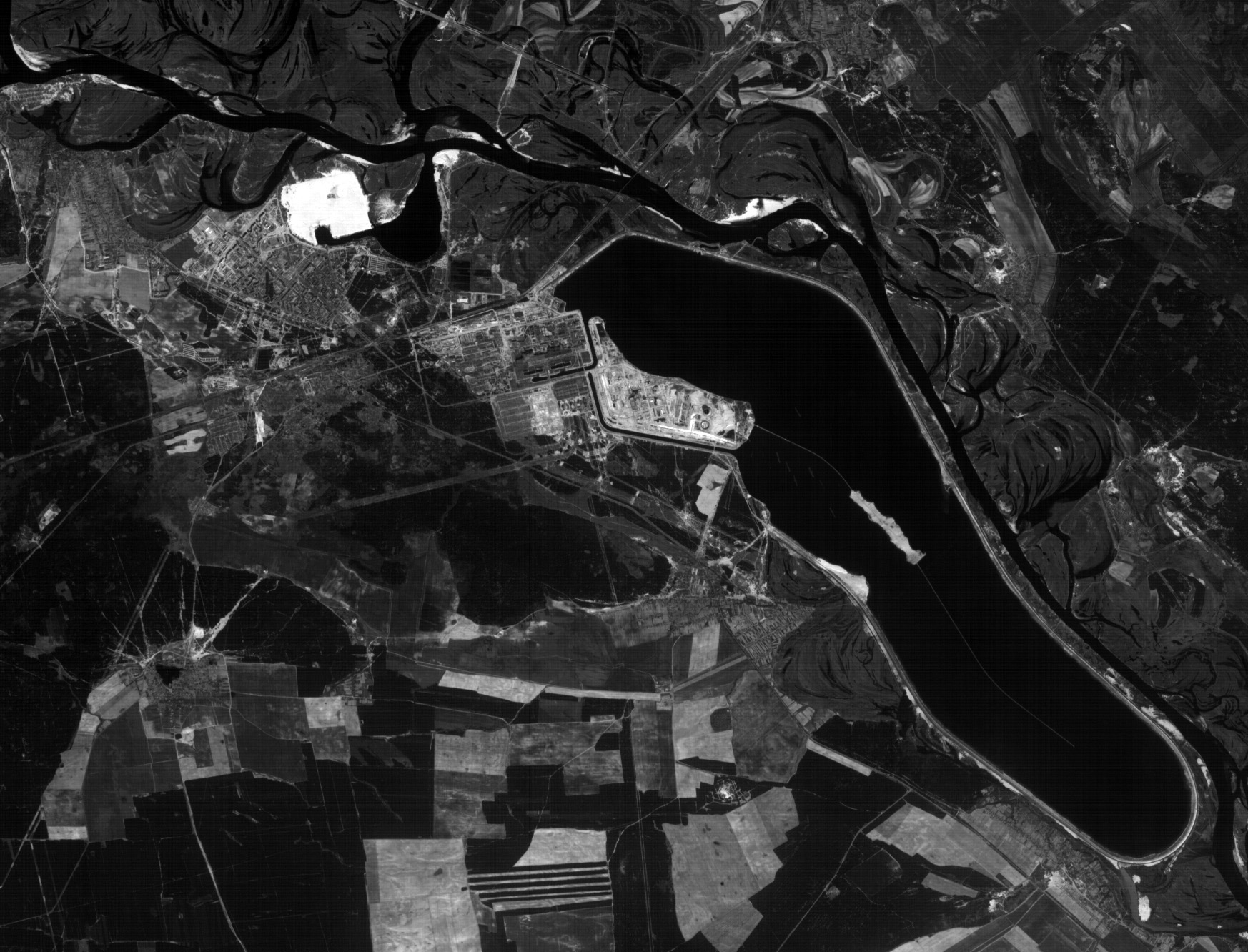
Vue de Tchernobyl le 1er mai 1986 (première image commercialisée)

Il a été lancé le 22 février 1986 par la fusée Ariane 1. Après la phase d'essai, c'est l'accident de Tchernobyl (26 avril 1986) qui provoquera sa mise en exploitation commerciale pour fournir à la presse les premières images de la catastrophe. Originellement conçu pour une mission de trois ans, il a fourni pendant 17 ans plus de 2,7 millions de photos de la planète.

## Fin de vie et désorbitation

Déclin d'orbite de SPOT-1 de 1986 à 2021

Du 17 au 28 novembre 2003, il est désorbité par l'équipe du Centre spatial de Toulouse en passant d'une orbite quasi circulaire de 830 x 815 kilomètres à une orbite elliptique de 800 x 584 kilomètres. Cette descente d'orbite aurait dû permettre de réduire sa durée de satellisation de plus de 200 ans à environ 18 ans, contribuant au nettoyage de l'espace terrestre. Il s'avère néanmoins que la traînée atmosphérique est trop faible à cette altitude pour atteindre cet objectif, le satellite n'ayant perdu passé ce délai qu'environ 30 kilomètres à son apogée et 10 kilomètres à son périgée.